# Fixem
Fixem è un comune francese di 387 abitanti situato nel dipartimento della Mosella nella regione del Grand Est.

## Storia

### Simboli
Lo stemma del comune si blasona: 
Alle insegne della signoria di Rodemack, di cui Fixem faceva parte, è stata aggiunta una freccia, simbolo di san Sebastiano, patrono della parrocchia.

## Società

### Evoluzione demografica
Abitanti censiti